# Ermelosche Heide
De Ermelosche Heide is een heidegebied bij de Nederlandse plaats Ermelo.
Het terrein is zo'n 343 ha en ligt ten zuidoosten van de plaats Ermelo. Aan de oostkant wordt de Ermelosche Heide begrensd door de provinciale weg N302. Het hoogste punt op de Ermelosche Heide is de zogenaamde "Paalberg", een kleine stuwwal uit de ijstijd.
Het terrein is door de eeuwen heen door verschillende groepen mensen in gebruik geweest. Men vindt er grafheuvels uit de tijd van de klokbekercultuur. In de Romeinse tijd, omstreeks het jaar 170, lag er een marskamp voor het Romeinse leger dat zo'n 9 ha groot was en plaats bood aan zo'n 4000-6000 legionairs. De contouren hiervan zijn nog duidelijk in het landschap te herkennen. De aarden verdedigingswallen van het Romeinse marskamp hebben de status van rijksmonument en zijn in 2006 deels gerestaureerd.
In de 20e eeuw was het terrein in gebruik als militair oefenterrein. Tegenwoordig is het terrein grotendeels in gebruik als natuurterrein en is beschikbaar voor dagrecreatie. Het terrein wordt doorkruist door fiets-, wandel- en ruiterpaden. De heide wordt het hele jaar begraasd door een schaapskudde. De gemeente Ermelo is eigenaar van het gebied.